# ووپواوکی

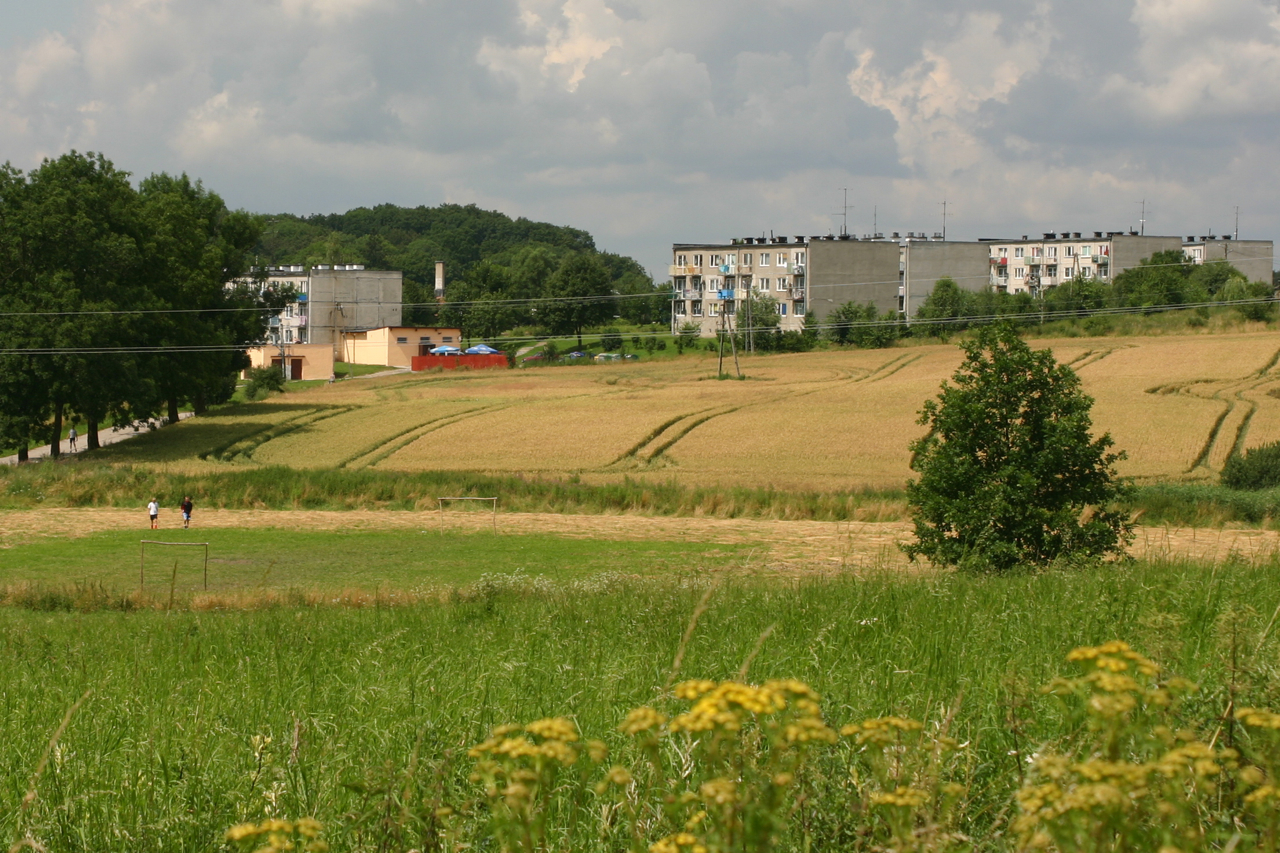
نمایی از روستا ووپواکی

ووپواوکی (به لاتین: Wopławki) یک روستا در لهستان است که در گمینا کنتژن واقع شده‌است. ووپواوکی ۷۵۰ نفر جمعیت دارد.